# Louis Saha
Pour les articles homonymes, voir Saha.
Louis Saha, né le 8 août 1978 à Paris, est un footballeur international français qui évolue au poste d'attaquant de la fin des années 1990 au début des années 2010.
Formé au FC Metz, il effectue la majorité de sa carrière dans le championnat anglais notamment au sein du Fulham FC, de Manchester United, où il remporte le titre en 2007 et 2008, et d'Everton. 
Saha présente la caractéristique de marquer lors de ses premiers matchs avec le FC Metz, avec Fulham (en D2 puis en D1), avec Manchester et en équipe de France.
Vainqueur du Championnat d'Europe des moins de 18 ans en 1997, il compte vingt sélections en équipe de France pour quatre buts marqués, et est finaliste de la Coupe du monde en 2006.
Il est le cofondateur de la plate-forme AxisStars.

## Biographie

### Débuts en France
Louis Saha commence le football à Soisy-sous-Montmorency dans le Val-d'Oise. Après un passage au Racing, Saha intègre l'INF Clairefontaine entre 1992 et 1995, où il rejoint Nicolas Anelka et Philippe Christanval entre autres.
Il intègre ensuite le centre de formation du FC Metz. Le 8 août 1997 lors de la deuxième journée de championnat face aux Girondins de Bordeaux, Saha entre en jeu pour la première fois et marque sur son premier ballon (victoire 4-1). En difficulté à Metz, l'Antillais est prêté six mois à Newcastle United en janvier 1999. Il prend part à douze matches toutes compétitions confondues (2 buts). Il ne fait cependant pas partie du groupe sélectionné par Ruud Gullit pour la finale de FA Cup 1999 contre Manchester United. Il revient au FC Metz six mois avant de partir définitivement en Angleterre lors de l'été 2000.

### Fulham FC (2000-2004)

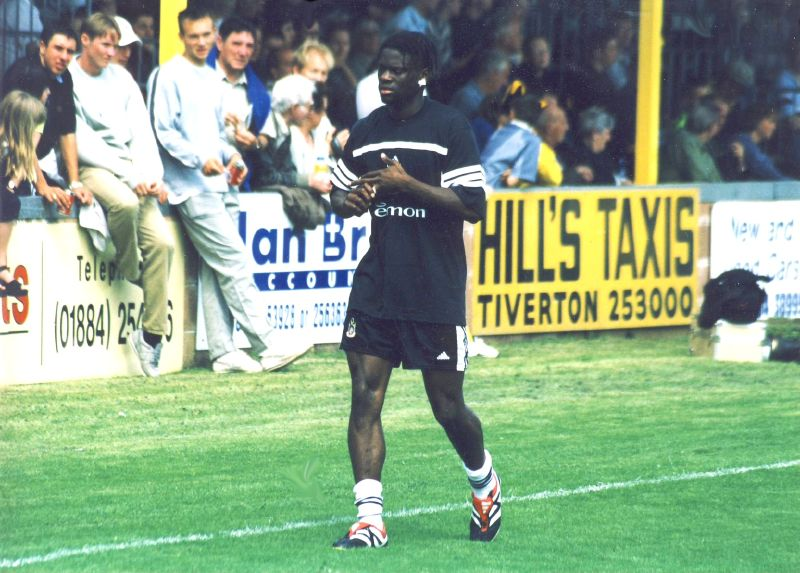
Louis Saha sous les couleurs de Fulham en 2000.

Lors de l'été 2000, Saha rejoint le Fulham FC, entraîné par Jean Tigana, pour 2,1 millions de £ en D2 anglaise. Titulaire lors de la première journée de championnat, il inscrit le second but de son équipe face à Crewe (2-0). Il marque 35 fois toutes compétitions confondues (25 en D2 et 5 en Coupe de la Ligue), terminant meilleur buteur du championnat, et mène Fulham en Premier League. À la fin de la saison, il fait partie de l'équipe de l'année du championnat en compagnie de cinq coéquipiers.
À Old Trafford pour son premier match de PL, Saha marque deux fois contre Manchester United (2-3). Au cours de son premier mois dans l'élite, Saha est nommé joueur du mois. Il est moins prolifique en 2002-2003, marquant sept buts en 28 matchs. Pour sa dernière saison à Fulham, il trouve le chemin des filets à quinze reprises en seulement 22 matches avant d'être transféré durant la fenêtre de transfert de janvier 2004.

### Manchester United (2004-2008)

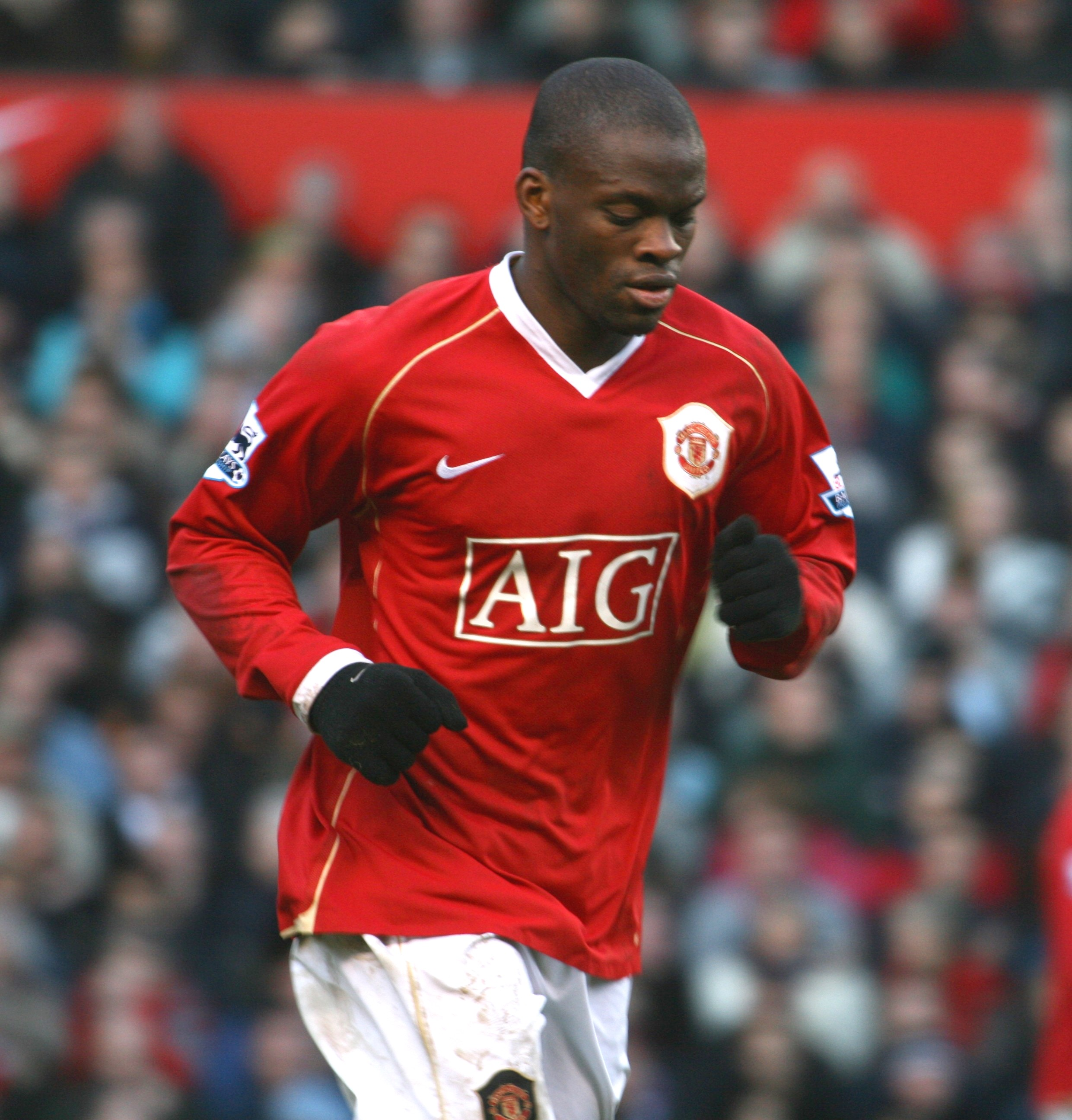
Louis Saha avec Manchester United en 2006.

Après quatre saisons passées par Saha dans le club londonien, Manchester United l'achète en 2004 pour 12,85 millions de livre sterling (18,3 M€). Les dirigeants de Fulham étaient réticents à le vendre, mais un accord est finalement passé le 23 janvier 2004,.
Le 31 janvier, Saha débute avec MU contre Southampton (3-2). À la 17e minute, il inscrit son premier but mancunien d'un coup franc enveloppé du pied gauche, salué par une ovation d'Old Trafford. Saha impressionne dès ses débuts avec sept buts en dix apparitions qui lui valent d'être appelé en équipe de France. Cependant, il n'a pas le droit de participer à la finale de la Coupe d'Angleterre 2004 contre Millwall, ayant fait une apparition avec Fulham plus tôt dans la saison.
Sa saison 2004-2005 est gâchée par une blessure récurrente. En septembre 2004, il est victime d'une blessure au genou contre les îles Féroé en match international qui le tient éloigné des terrains durant un mois. À son retour, en novembre, il se blesse à nouveau également en équipe nationale, ce qui lui coûte près de deux mois de sa saison. Fin février 2005, Saha fait un rechute le laissant à nouveau éloigné durant deux mois. Saha n'est titularisé qu'à 11 reprises en tout avec Manchester et inscrit deux buts. 
Durant l'été, Saha est touché aux ischio-jambiers, ce qui l'éloigne pour les trois premiers mois de la saison 2005-2006. Il revient finalement en novembre 2005 avec des apparitions en Coupe de la Ligue anglaise. À la surprise de beaucoup, l'attaquant français retrouve vite la forme de ses premiers mois au club : six buts en Coupe lui permettent de remplacer Ruud van Nistelrooy aux côtés des partenaires d'attaque de Wayne Rooney. Saha est titulaire en finale de la Coupe de la Ligue contre Wigan Athletic et participe à la victoire 4-0 de son équipe en marquant un but.
Lors de la saison 2006-2007, Louis Saha marque au bout de seulement sept minutes dans le premier match contre Fulham. Il marque également le but de la victoire contre Benfica en Ligue des champions de l'UEFA. En décembre 2006, il signe une prolongation de contrat jusqu'en 2010. Des petites blessures l’empêchent alors de jouer et Saha ne marque plus qu'un seul but durant la seconde moitié de la saison. Il termine tout de même la saison avec 15 buts marqués toutes compétitions confondues, bien aidé par sa forme d'avant Noël.
À la suite des fréquentes blessures dont il souffre, le Daily Mail évoque alors des propos tenus par l'entraineur de Manchester United, Alex Ferguson, concernant un éventuel départ de l'attaquant français. 
Louis Saha commence l'exercice 2007-2008 sur le banc contre Sunderland et marque le but de la victoire lors de son entrée en jeu. Un penalty converti contre Chelsea vaut à Saha un rappel dans l'équipe nationale après une année sans sélection. Il continue ensuite à faire des apparitions depuis le banc de touche, mais lors de la mise à l'écart de Wayne Rooney pendant quelques semaines, il est associé à Carlos Tévez aux avant-postes. Saha est écarté pour plusieurs semaines à cause d'une blessure à la cuisse qui lui font manquer les matchs clés de fin de saison. En mai 2008, Saha admet qu'il pense que sa carrière à Manchester United n'est plus assurée. Malgré son désir de rester, il n'est alors pas certain que son avenir se passera à Old Trafford.

### Everton FC (2008-2012)
En août 2008, Saha rejoint l'Everton Football Club où il est payé en fonction de ses performances.
Il marque le but le plus rapide de l'histoire d'une finale de Coupe d'Angleterre en 2009 contre le Chelsea FC après seulement 25 secondes de jeu, mais il ne peut empêcher la défaite 2-1 de son équipe.
Lors de la saison 2009-2010, Saha enchaîne une série de 7 buts en autant de matchs toutes compétitions confondues. Il signe une prolongation de contrat de deux ans en 2010, l'engageant avec les Toffees jusqu'en 2012. Le 5 février 2011, il inscrit un quadruplé contre Blackpool, dépassant ainsi les trente buts avec Everton. Le 19 mars 2011, Saha est à nouveau victime d'une blessure qui l'éloigne des terrains pour le reste de la saison. 
Saha passe la saison 2011-2012 sur le banc, entrant en jeu fréquemment pour apporter son expérience. Néanmoins il ne marque qu'un seul but en 18 matchs de championnat accompagnés d'un autre en Coupe. Saha quitte Everton après avoir marqué 35 buts en 115 apparitions.

### Fin de carrière (2012-2013)

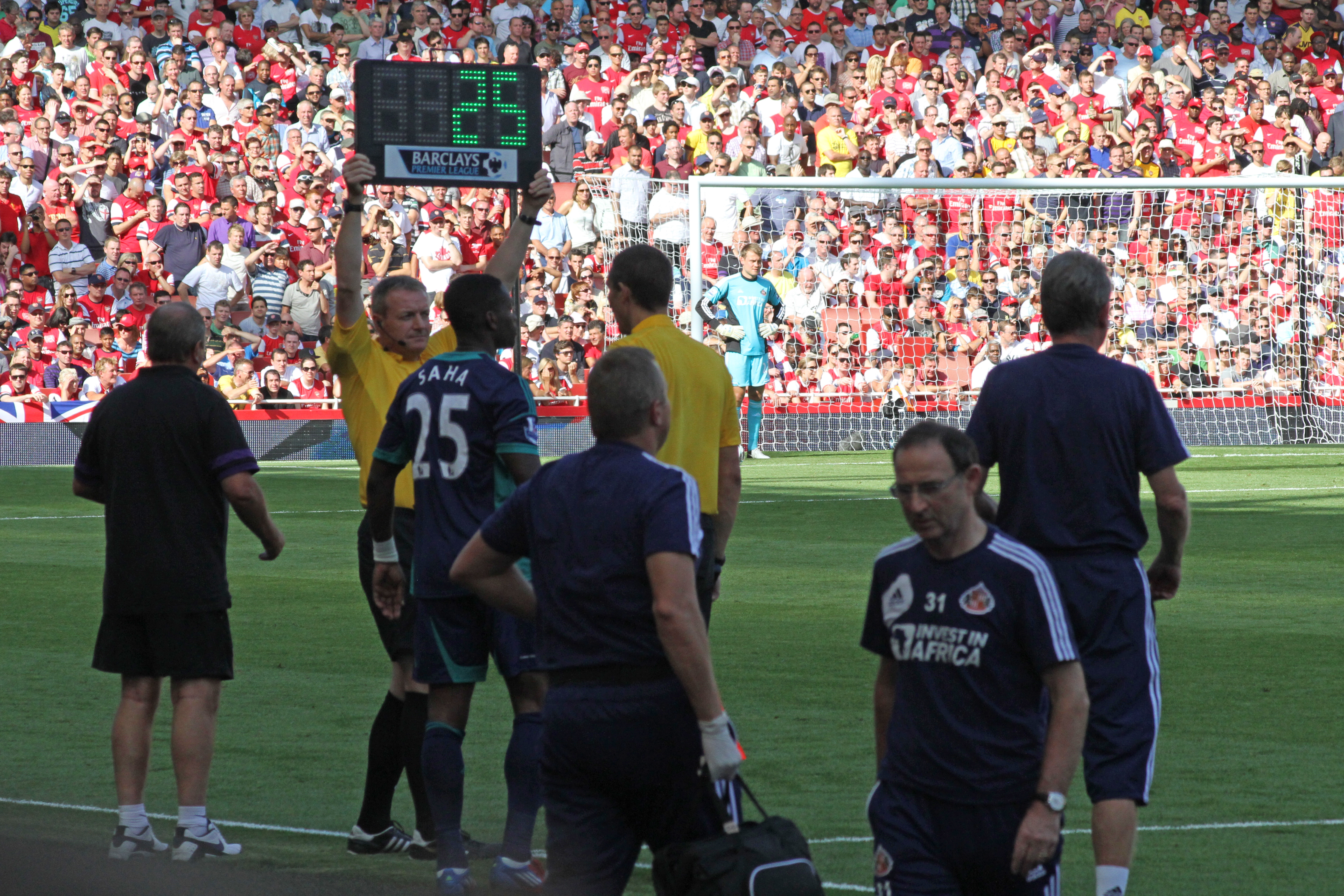
Louis Saha pour sa première entrée en jeu avec Sunderland, le 18 8 2012.

Le 31 janvier 2012, Saha signe un contrat de six mois plus une année en option en faveur de Tottenham Hotspur. Le 11 février, Saha marque un doublé pour sa première titularisation avec les Spurs lors du match comptant pour la 25e journée de Premier League face à Newcastle United (5-0). Après avoir pris part à 12 matchs avec les Spurs (4 buts), Tottenham annonce que le contrat de Saha n'est pas renouvelé et ce dernier est donc officiellement libéré le 1er juillet après moins de six mois passés sous les couleurs du club londonien. 
Le 16 août 2012, Saha signe un contrat d'un an en faveur de Sunderland, qu'il résilie le 17 janvier 2013. Lors de son passage à Sunderland, Saha ne marque aucun but en 14 apparitions.
Le mois suivant, Saha s'engage pour cinq mois avec le club italien de la Lazio Rome, dont l'attaquant Miroslav Klose est blessé et prend part à 6 matchs de Serie A. En fin de contrat avec la Lazio, courtisé par les Revolution de la Nouvelle-Angleterre, Louis Saha annonce sa retraite sportive le 8 août 2013,.

### En sélection nationale
Arrivé à l’âge de 15 ans dans les équipes de jeunes, il avait préalablement appris à manier le cuir à l’INF Clairefontaine pendant trois ans, lui le natif de Paris.
En juillet 1997, il offre la victoire à l'équipe de France des moins de 18 ans lors du championnat d'Europe en marquant le but en or en finale face au Portugal.
Le 18 février 2004, Saha honore sa première sélection en A à l'occasion du match amical face à la Belgique. Il marque son premier but en Bleu à la 76e minute de cette rencontre et permet ainsi à l'équipe de France de l'emporter 2-0. La suspension de Djibril Cissé lui permet d'être sélectionné pour l'Euro 2004. 
Régulièrement convoqué par Raymond Domenech entre 2004 et 2006, l'attaquant français n'est plus sélectionné par ce dernier jusqu'à la fin du mois de février 2010 et le match amical contre l'Espagne. Il doit cependant déclarer forfait à cause d'une blessure. Il fait partie du groupe lors du Mondial 2006 mais est suspendu pour la finale pour accumulation de cartons jaunes.
Le 26 août 2010, après les mauvaises performances des Bleus lors de la Coupe du monde 2010, il est rappelé par le nouveau sélectionneur Laurent Blanc pour entamer les qualifications pour l'Euro 2012. Mais lors du premier match contre la Biélorussie (défaite 1-0 de l'équipe de France), il doit laisser sa place à Kevin Gameiro dix minutes après son entrée en jeu pour cause de blessure.
Le 23 février 2012, le sélectionneur Laurent Blanc dévoile la liste des Bleus pour le match amical contre l'Allemagne et fait appel à Louis Saha pour la première fois depuis septembre 2010 et la défaite face à la Biélorussie.

### Reconversion
A peine les crampons raccrochés, Louis Saha devient consultant pour un groupe de sport management, Stellar Group, en Angleterre. Cette expérience lui donne l'idée de créer en mai 2014 un réseau social fermé pour sportifs professionnels, AxisStars. L'idée de base de cette plate-forme est de conseiller les joueurs et les aider à mieux comprendre et choisir leurs contrats avec les entreprises.
L’ex-attaquant des Bleus et de Manchester United, est depuis octobre 2020, consultant pour RMC Sport.

## Statistiques
| Saison                | Club                    | Championnat           | Championnat | Championnat | Coupe nationale | Coupe nationale | Coupe de la Ligue | Coupe de la Ligue | Compétition(s) continentale(s) | Compétition(s) continentale(s) | Compétition(s) continentale(s) | France | France | Total | Total |
| Saison                | Club                    | Division              | M.          | B.          | M.              | B.              | M.                | B.                | Comp.                          | M.                             | B.                             | M.     | B.     | M.    | B.    |
| 1997-1998             | FC Metz                 | Division 1            | 21          | 1           | 2               | 0               | -                 | -                 | C3                             | 3                              | 0                              | -      | -      | 26    | 1     |
| 1998-1999             | FC Metz                 | Division 1            | 3           | 0           | -               | -               | -                 | -                 | C1+C3                          | 1+2                            | 0                              | -      | -      | 6     | 0     |
| 1998-1999             | Newcastle United (prêt) | Premier League        | 11          | 1           | 1               | 1               | -                 | -                 | -                              | -                              | -                              | -      | -      | 12    | 2     |
| 1999-2000             | FC Metz                 | Division 1            | 23          | 4           | 4               | 0               | 1                 | 0                 | CI                             | 8                              | 8                              | -      | -      | 36    | 12    |
| 2000-2001             | Fulham FC               | Championship          | 43          | 27          | 5               | 5               | 4                 | 5                 | -                              | -                              | -                              | -      | -      | 52    | 37    |
| 2001-2002             | Fulham FC               | Premier League        | 36          | 8           | 8               | 1               | 2                 | 1                 | -                              | -                              | -                              | -      | -      | 46    | 10    |
| 2002-2003             | Fulham FC               | Premier League        | 17          | 5           | 3               | 1               | -                 | -                 | CI                             | 8                              | 1                              | -      | -      | 28    | 7     |
| 2003-2004             | Fulham FC               | Premier League        | 20          | 13          | 1               | 2               | -                 | -                 | -                              | -                              | -                              | -      | -      | 21    | 15    |
| 2003-2004             | Manchester United       | Premier League        | 12          | 7           | -               | -               | -                 | -                 | C1                             | 2                              | 0                              | 5      | 2      | 19    | 9     |
| 2004-2005             | Manchester United       | Premier League        | 14          | 1           | 6               | 1               | 4                 | 1                 | C1                             | 2                              | 0                              | 3      | 0      | 29    | 3     |
| 2005-2006             | Manchester United       | Premier League        | 19          | 7           | 9               | 8               | 5                 | 6                 | C1                             | 2                              | 0                              | 4      | 0      | 39    | 21    |
| 2006-2007             | Manchester United       | Premier League        | 24          | 8           | 2               | 1               | -                 | -                 | C1                             | 8                              | 4                              | 6      | 2      | 40    | 15    |
| 2007-2008             | Manchester United       | Premier League        | 17          | 5           | 2               | 0               | -                 | -                 | C1                             | 5                              | 0                              | -      | -      | 24    | 5     |
| 2008-2009             | Everton FC              | Premier League        | 24          | 6           | 4               | 2               | 1                 | 0                 | C3                             | 1                              | 0                              | -      | -      | 30    | 8     |
| 2009-2010             | Everton FC              | Premier League        | 33          | 13          | 2               | 0               | 1                 | 0                 | C3                             | 5                              | 2                              | -      | -      | 41    | 15    |
| 2010-2011             | Everton FC              | Premier League        | 22          | 7           | 4               | 3               | 1                 | 1                 | -                              | -                              | -                              | 1      | 0      | 28    | 11    |
| 2011-2012             | Everton FC              | Premier League        | 18          | 1           | -               | -               | 2                 | 1                 | -                              | -                              | -                              | -      | -      | 20    | 2     |
| 2011-2012             | Tottenham Hotspur       | Premier League        | 10          | 3           | 2               | 1               | -                 | -                 | -                              | -                              | -                              | 1      | 0      | 13    | 4     |
| 2012-2013             | Sunderland AFC          | Premier League        | 11          | 0           | -               | -               | 3                 | 0                 | -                              | -                              | -                              | -      | -      | 14    | 0     |
| 2012-2013             | Lazio Rome              | Serie A               | 6           | 0           | -               | -               | -                 | -                 | -                              | -                              | -                              | -      | -      | 6     | 0     |
| Total sur la carrière | Total sur la carrière   | Total sur la carrière | 384         | 117         | 55              | 26              | 24                | 15                | -                              | 47                             | 15                             | 20     | 4      | 530   | 177   |

### Matches internationaux
| Matches internationaux de Louis Saha | Matches internationaux de Louis Saha | Matches internationaux de Louis Saha                     | Matches internationaux de Louis Saha | Matches internationaux de Louis Saha | Matches internationaux de Louis Saha       | Matches internationaux de Louis Saha                               |
| #                                    | Date                                 | Lieu                                                     | Adversaire                           | Résultat                             | Compétition                                | Notes                                                              |
| ------------------------------------ | ------------------------------------ | -------------------------------------------------------- | ------------------------------------ | ------------------------------------ | ------------------------------------------ | ------------------------------------------------------------------ |
| 1                                    | 18 février 2004                      | Stade Roi Baudouin, Bruxelles, Belgique                  | Belgique                             | V 0 - 2                              | Match amical                               | Titulaire et buteur.                                               |
| 2                                    | 28 mai 2004                          | Stade de la Mosson, Montpellier, France                  | Andorre                              | V 4 - 0                              | Match amical                               | Titulaire et buteur.                                               |
| 3                                    | 6 juin 2004                          | Stade de France, Saint-Denis, France                     | Ukraine                              | V 1 - 0                              | Match amical                               | Titulaire.                                                         |
| 4                                    | 21 juin 2004                         | Stade municipal de Coimbra, Coimbra, Portugal            | Suisse                               | V 1 - 3                              | Championnat d'Europe 2004                  | Entre en jeu à la place de David Trezeguet à la 75e minute de jeu. |
| 5                                    | 25 juin 2004                         | Estádio José Alvalade XXI, Lisbonne, Portugal            | Grèce                                | D 0 - 1                              | Championnat d'Europe 2004                  | Entre en jeu à la place de David Trezeguet à la 72e minute de jeu. |
| 6                                    | 4 septembre 2004                     | Stade de France, Saint-Denis, France                     | Israël                               | N 0 - 0                              | Éliminatoires de la Coupe du monde 2006    | Titulaire.                                                         |
| 7                                    | 8 septembre 2004                     | Tórsvøllur, Tórshavn, Îles Féroé                         | Îles Féroé                           | V 0 - 2                              | Éliminatoires de la Coupe du monde 2006    | Titulaire.                                                         |
| 8                                    | 17 novembre 2004                     | Stade de France, Saint-Denis, France                     | Pologne                              | N 0 - 0                              | Match amical                               | Titulaire.                                                         |
| 9                                    | 31 mai 2006                          | Stade Bollaert-Delelis, Lens , France                    | Danemark                             | V 2 - 0                              | Match amical                               | Titulaire.                                                         |
| 10                                   | 13 juin 2006                         | Mercedes-Benz Arena, Stuttgart, Allemagne                | Suisse                               | N 0 - 0                              | Coupe du monde 2006                        | Entre en jeu à la place de Franck Ribéry à la 70e minute de jeu.   |
| 11                                   | 1er juillet 2006                     | Deutsche Bank Park, Francfort-sur-le-Main, Allemagne     | Brésil                               | V 0 - 1                              | Coupe du monde 2006                        | Entre en jeu à la place de Thierry Henry à la 86e minute de jeu.   |
| 12                                   | 5 juillet 2006                       | Allianz Arena, Munich, Allemagne                         | Portugal                             | V 0 - 1                              | Coupe du monde 2006                        | Entre en jeu à la place de Thierry Henry à la 85e minute de jeu.   |
| 13                                   | 16 août 2006                         | Stade Asim-Ferhatović-Hase, Sarajevo, Bosnie-Herzégovine | Bosnie-Herzégovine                   | V 1 - 2                              | Match amical                               | Titulaire.                                                         |
| 14                                   | 2 septembre 2006                     | Stade Boris-Paichadze, Tbilissi, Géorgie                 | Géorgie                              | V 0 - 3                              | Éliminatoires du Championnat d'Europe 2008 | Titulaire et buteur.                                               |
| 15                                   | 6 septembre 2006                     | Stade de France, Saint-Denis, France                     | Italie                               | V 3 - 1                              | Éliminatoires du Championnat d'Europe 2008 | Entre en jeu à la place de Franck Ribéry à la 88e minute de jeu.   |
| 16                                   | 7 octobre 2006                       | Hampden Park, Glasgow, Écosse                            | Écosse                               | D 1 - 0                              | Éliminatoires du Championnat d'Europe 2008 | Entre en jeu à la place de David Trezeguet à la 62e minute de jeu  |
| 17                                   | 11 octobre 2006                      | Stade Auguste-Bonal, Montbéliard,France                  | Îles Féroé                           | V 5 - 0                              | Éliminatoires du Championnat d'Europe 2008 | Titulaire et buteur.                                               |
| 18                                   | 15 novembre 2006                     | Stade de France, Saint-Denis, France                     | Grèce                                | V 1 - 0                              | Match amical                               | Titulaire.                                                         |
| 19                                   | 3 septembre 2010                     | Stade de France, Saint-Denis, France                     | Biélorussie                          | D 0 - 1                              | Éliminatoires du Championnat d'Europe 2012 | Entre en jeu à la place de Jérémy Ménez à la 69e minute de jeu.    |
| 20                                   | 29 février 2012                      | Weserstadion, Brême, Allemagne                           | Allemagne                            | V 1 - 2                              | Match amical                               | Entre en jeu à la place de Olivier Giroud à la 76e minute de jeu.  |

## Palmarès

### En club
- FC Metz
  - Vice-champion de France en 1998.

- Fulham FC
  - Champion d'Angleterre de D2 en 2001
  - Vainqueur de la Coupe Intertoto en 2002.

- Manchester United
  - Champion d'Angleterre en 2007 et 2008.
  - Vainqueur de la Ligue des champions en 2008.
  - Vainqueur de la Coupe de la Ligue anglaise en 2006.

- Everton FC
  - Finaliste de la Coupe d'Angleterre en 2009.

- Lazio Rome
  - Vainqueur de la Coupe d'Italie en 2013.

### En sélection nationale
- France -18 ans
  - Vainqueur du championnat d'Europe des moins de 18 ans en 1997.

- France
  - Finaliste de la Coupe du monde en 2006.

## Distinctions personnelles
- Joueur du mois du championnat d'Angleterre de football en août 2001
- Nommé dans l'équipe-type du Championnat d'Angleterre de D2 en 2001